# Ciclone Bijli
A tempestade ciclônica Bijli (designação do JTWC: 01B; conhecido simplesmente como ciclone Bijli) foi um ciclone tropical que afetou o sudeste do Bangladesh e o oeste e o norte de Mianmar em meados de abril de 2009. Sendo o primeiro ciclone tropical da temporada de ciclones no Oceano Índico norte de 2009, Bijli formou-se de uma área de perturbações meteorológicas na região central do golfo de Bengala em 14 de abril. Com boas condições meteorológicas, o sistema continuou a se organizar, e se tornou uma depressão tropical profunda, segundo o Departamento Meteorológico da Índia (DMI), naquele mesmo dia. Seguindo para noroeste, o sistema se tornou a tempestade ciclônica "Bijli" em 15 de abril. Apesar das boas condições meteorológicas, Bijli não foi capaz de se intensificar rapidamente assim que seguia para noroeste, e depois para nordeste, seguindo paralelamente à costa da Índia e do Bangladesh. Bijli atingiu seu pico de intensidade em 17 de abri, com ventos máximos sustentados de 85 km/h, segundo o Joint Typhoon Warning Center, ou 75 km/h, segundo o DMI. A partir de então, Bijli começou a se desorganizar assim que interagia com a costa, e o DMI desclassificou Bijli para uma depressão tropical profunda, e para uma depressão tropical mais tarde naquele dia. O ciclone fez landfall na costa sudeste de Bangladesh, perto da cidade de Chittagong, durante a tarde (UTC) de 17 de abril, com ventos de até 85 km/h, segundo o JTWC, ou 45 km/h, segundo o DMI. Seguindo para leste-nordeste, Bijli rapidamente se enfraquecer assim que encontrou os terrenos montanhosos do norte do Mianmar e começou a se dissipar. Com isso, tanto o JTWC quanto o DMI emitiram seus avisos finais sobre o sistema.
Bijli causou estragos, principalmente na costa de Bangladesh. Pelo menos 700 residências foram destruídas e outras 2.300 foram danificadas pela força dos ventos do ciclone. Cerca de 3.600 acres de plantações foram prejudicados. Antes da chegada do ciclone, cerca de 200.000 pessoas saíram de suas residências para recorrer a abrigos de emergência, principalmente na cidade de Chittagong e nas localidades do Distrito de Cox's Bazar. Seis pessoas morreram como consequência dos efeitos do ciclone em Bangladesh.

## História meteorológica

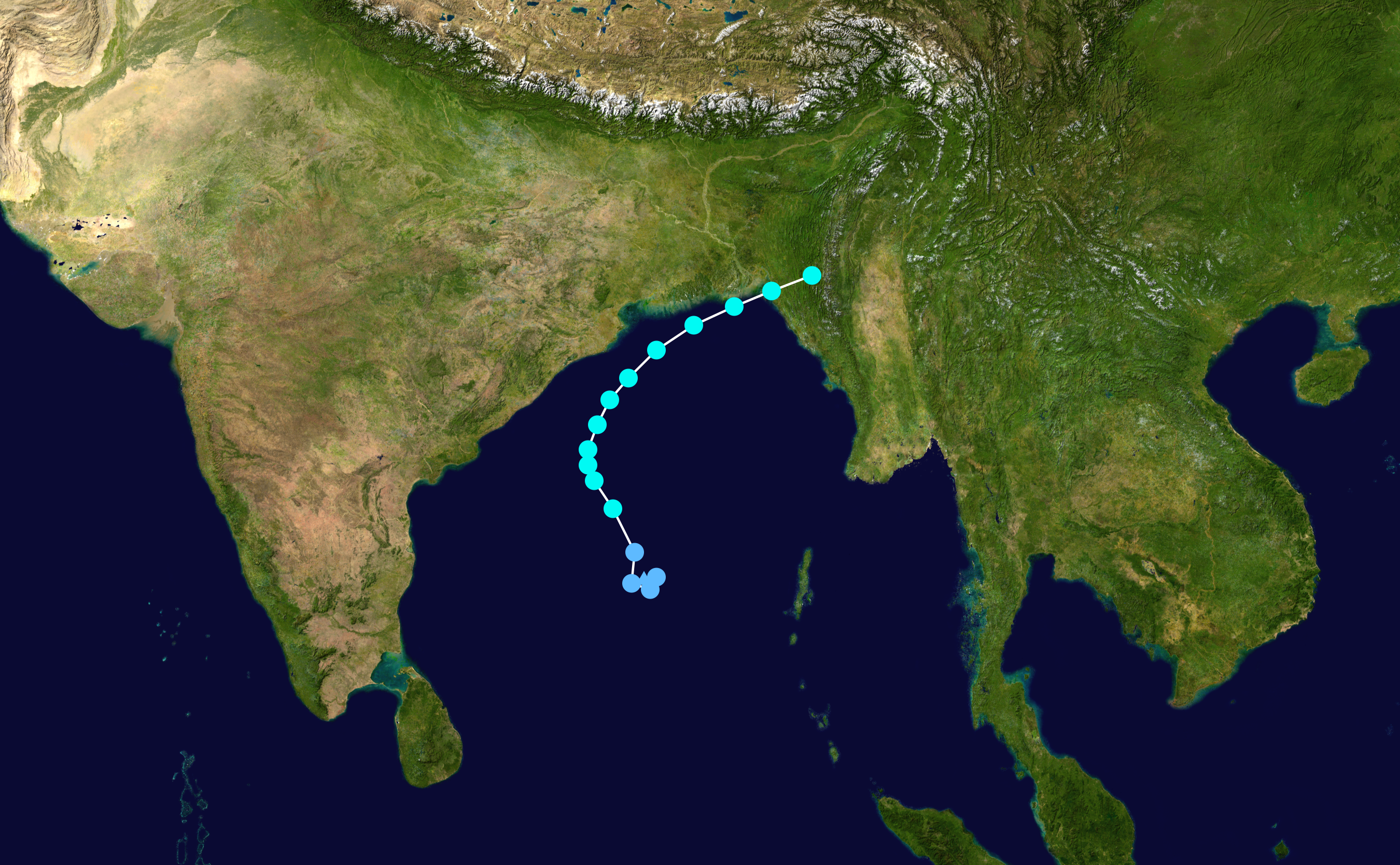
O caminho de Bijli

Bijli formou-se de uma área de perturbações meteorológicas que persistia na região central do golfo de Bengala, a leste da Índia, em 11 de abril. Apesar de estar numa região com condições meteorológicas favoráveis, o sistema não conseguiu se organizar rapidamente devido a sua natureza alongada e pela escassez inicial de áreas de convecção profunda, que estavam confinadas inicialmente no quadrante sudeste do centro ciclônico de baixos níveis. Seguindo muito lentamente para oeste-noroeste pela periferia sudoeste de uma alta subtropical, a perturbação começou a se organizar em 14 de abril; novas, porém fragmentadas, áreas de convecção profunda começaram a se formar sobre o centro da circulação ciclônica. O baixo cisalhamento do vento e as águas quentes oceânicas do golfo de Bengala favoreceram o processo de organização da perturbação. Com a contínua organização do sistema, o Departamento Meteorológico da Índia, a agência meteorológica designada pela Organização Meteorológica Mundial (OMM) para acompanhar ciclones tropicais no Oceano Índico Norte, classificou o sistema para a primeira depressão tropical da temporada, dando-lhe a designação "BOB01". O sistema continuou a se organizar gradualmente naquele dia, o que levou ao Joint Typhoon Warning Center (JTWC) a emitir um Alerta de Formação de Ciclone Tropical (AFCT) sobre o sistema, que significa que a perturbação pode se tornar um ciclone tropical significativo dentro de um período de 12 a 24 horas. As previsões se confirmaram, e o JTWC classificou a perturbação para um ciclone tropical significativo durante a madrugada (UTC) de 15 de abril, e atribuiu-lhe a designação "01B".
Mesmo havendo subsidência atmosférica de altos níveis, o que impedia o fluxo de saída de altos níveis do ciclone, e consequentemente o ciclo de convecção atmosférica no quadrante setentrional da circulação ciclônica, a tempestade continuou a se intensificar lentamente. Com isso, o DMI classificou o sistema para uma depressão tropical profunda ainda durante naquela manhã (UTC), e para a primeira tempestade ciclônica no Oceano Índico Norte desde a formação do ciclone Nisha em novembro de 2008, atribuindo-lhe o nome "Bijli". Seguindo pela periferia oeste de uma alta subtropical ao seu leste, Bijli continuou a se intensificar lentamente. A partir de 16 de abril, Bijli começou a seguir para norte-nordeste e para nordeste sob a influência de um cavado de onda curta e pela interação com dois anticiclones sobre a Índia e sobre o Mianmar. Durante aquela noite, Bijli atingiu seu pico de intensidade, com ventos máximos sustentados de 85 km/h, segundo o JTWC, ou 75 km/h, segundo o DMI.
A restrição dos fluxos de saída de altos níveis impediu a continuidade da intensificação de Bijli, que também não se enfraqueceu devido ao baixo cisalhamento do vento e às águas quentes oceânicas do norte do golfo de Bengala. Bijli começou a seguir para leste-nordeste assim que alcançou a periferia noroeste da alta subtropical que o guiava. Assim que se aproximava da costa de Bangladesh, o ciclone começou a perder organização e suas áreas de convecção profunda. O DMI desclassificou Bijli para uma depressão tropical profunda durante a manhã (UTC) de 17 de abril, e para uma depressão tropical horas mais tarde. O ciclone fez landfall na costa sudeste de Bangladesh, perto da cidade de Chittagong, aproximadamente às 18:00 (UTC) de 17 de abril, com ventos de até 85 km/h, segundo o JTWC, ou 45 km/h, segundo o DMI. O Departamento Meteorológico da Índia emitiu seu aviso final sobre o ciclone assim que Bijli fez landfall na costa do Bangladesh. Após o landfall, Bijli começou a se enfraquecer rapidamente sobre os terrenos montanhosos do norte do Mianmar, e o JTWC também emitiu seu aviso final sobre o ciclone ainda naquela noite (UTC).

## Preparativos e impactos

### Índia
Todos os quatro portos da província indiana de Orissa ficaram em alerta máximo devido ao mar agitado produzido pela tempestade. O alerta chegou ao nível 3 (dentro de um sistema local de alertas) para os portos de Gopalpur, Puri, Paradeep e Chandbali. As bandas externas de tempestade associadas a Bijli afetaram a costa das províncias de Orissa e de Andhra Pradesh. Nestas regiões, a velocidade sustentada do vento chegou a 55 km/h.

### Bangladesh
No Bangladesh, pelo menos 40.000 voluntários da Cruz Vermelha de Bangladesh foram postos em alerta no caso de necessidade de grandes evacuações. As autoridades de Bangladesh pediram para que todos os portos do país ficassem em estado de alerta máximo, e pediu para que todos os pescadores em alto mar retornassem para a costa. O país entrou em alerta nível 3 (num sistema de alerta no qual o nível 1 é o menor e o nível 10 é o maior). Milhares de residentes da Ilha Moheshkhali, ao largo da costa sudeste de Bangladesh, foram levados para abrigos de emergência como preparativo à passagem do ciclone. Mais tarde, com a aproximação do ciclone à costa de Bangladesh, o alerta foi elevado para o nível sete na cidade portuária de Chittagong. Com a elevação do nível de alerta, cerca de 10.000 residentes costeiros deixaram suas casas, já que meteorologistas previam que o ciclone poderia causar uma maré de tempestade de 2,1 a 3 m acima do nível normal, o que poderia levar a uma inundação costeira. Em 17 de abril, momentos antes de o ciclone atingir a costa, todos os voos com partida ou chegada a Bangladesh foram cancelados. Foram abertos vários abrigos de emergência, que poderiam suportar até um milhão de pessoas. Em Chittagong, 6.000 voluntários ficaram em alerta para entrar em ação após a passagem do ciclone; dentre os voluntários, havia 283 equipes médicas prontas para emergências. Outras 200.000 pessoas saíram de suas residências em Chittagong e no restante do Distrito de Cox's Bazar, extremo sudeste de Bangladesh, antes da chegada de Bijli.
Bijli atingiu a costa sudeste do Bangladesh, perto de Chittagong, durante o final da tarde (UTC) de 17 de abril, com ventos de até 85 km/h, segundo o JTWC, ou 45 km/h, segundo o DMI. Várias árvores foram derrubadas e várias residências foram danificadas pela força dos ventos do ciclone. Barcos de pesca ancorados na costa foram destruídos pelo mar agitado ou foram levados pelas correntes de retorno. os ventos fortes também danificaram a infraestrutura elétrica de algumas comunidades. A maré de tempestade chegou a 2,1 m em algumas localidades do Distrito de Cox's Bazar. Pelo menos 12 cabanas, 50 locais de criação de frutos do mar e um campo de evaporação de sal foram danificados pela tempestade. As chuvas e os ventos fortes danificaram ou destruíra milhares de residências em regiões mais distantes da costa. A queda de uma árvore matou uma criança de nove anos e feriu sua irmã no Distrito de Cox's bazar. No mesmo distrito, um professor e duas crianças também morreram devido à passagem do ciclone; uma delas foi a óbito pisoteada durante a evacuação, a outra morreu quando sua casa desabou sobre ele. Durante a evacuação, um homem de 48 anos teve um ataque cardíaco e também morreu. Seu filho, com apenas alguns meses de idade, também morreu por circunstâncias médicas, que foram agravadas durante a evacuação. Ao todo, o ciclone provocou a morte de 6 pessoas, destruiu 702 residências, danificou outras 2.303, e também prejudicou mais de 3.600 acres de plantações.

### Mianmar
Os meteorologistas esperavam uma maré de tempestade de 1,8 a 2,4 m acima do nível normal para a costa de Mianmar, perto com a fronteira com o Bangladesh. Cerca de 6.000 pescadores mianmarenses retornaram para a costa durante a tarde de 17 de abril. Como consequência dos efeitos devastadores do ciclone Nargis no Mianmar quase um anos antes, as autoridades locais pediram para que os residentes em áreas costeiras saíssem de duas casas para procurar terrenos mais altos. Milhares de residentes em regiões rurais da costa de Mianmar buscaram abrigos de emergência em cidades mais distantes da costa. Toda a população da pequena vila de Aukpyunewa saiu às pressas após ouvir no rádio que um ciclone estava em aproximação. De acordo com residentes locais, "Nós estamos tomando precauções como nunca antes", referindo-se à grande perda de vidas causadas pelo ciclone Nargis. No entanto, apenas uma maré de tempestade muito fraca foi registrada na região assim que Bijli atingia a costa de Bangladesh. Porém, o sistema remanescente de Bijli causou chuvas torrenciais nos terrenos montanhosos do norte do Mianmar antes do sistema se dissipar completamente.